# STS-8
إس تي إس-8 (بالإنجليزية: STS-8)‏ الرحلة الثامنة ضمن برنامج مكوك الفضاء لوكالة ناسا، والرحلة الثالثة لمكوك الفضاء تشالنجر، انطلقت الرحلة في 30 أغسطس 1983 من مركز كينيدي للفضاء، وهبطت في 5 سبتمبر في قاعدة إدواردز الجوية، وقد شملت حمولة المكوك في الرحلة قمر صناعي للاتصالات وقمر أرصاد جوية اطلاقا خلال الرحلة في المدار الجغرافي، وحلا محل أحد الأقمار الصناعية، شملت الرحلة إجرآء عدة تجارب علمية في مجال البيئة، ودراسة المواد البيولوجية في المجالات الكهربائية تحت الجاذبية الصغرى، وإجرآء أبحاث عن متلازمة التأقلم في الفضاء، وقد حققت الرحلة أهدافها المخطط لها بنجاح، حملت الرحلة خمسة من رواد الفضاء من بينهن غويون بلوفورد أول رائد فضاء أمريكي من أصول أفريقية.